# 1,1-difluorethaan
De organische fluorverbinding 1,1-difluorethaan (R 152a of HFK-152a) is een halogeenalkaan die behoort tot de fluorkoolwaterstoffen. Het is een kleurloos gas. Het is een isomeer van 1,2-difluorethaan (HFK-152).

## Productie
1,1-Difluorethaan wordt gevormd door de additie van waterstoffluoride (HF) aan acetyleen. Hiervoor is een katalysator nodig, gewoonlijk boortrifluoride (BF3) of BF3 in combinatie met tin(IV)chloride (SnCl4) als co-katalysator.
Een alternatieve methode is de reactie van chlooretheen met waterstoffluoride. Hiervoor is ook een katalysatorsysteem nodig bestaande uit een tin(IV)verbinding zoals tin(IV)chloride en een alkalimetaalhalide zoals natriumchloride.

## Eigenschappen
Het is een zeer licht ontvlambaar gas en kan in lucht explosieve mengsels maken bij concentraties tussen circa 4 en 19 %.
De kritische temperatuur is 113,5 °C en de kritische druk is 44,9 bar. Het gas is 2,34 keer zwaarder dan lucht.
Het is geen ozonlaag afbrekende stof. Het aardopwarmingsvermogen is vrij laag: 124 (het laagste onder de fluorkoolwaterstoffen).

## Toepassingen
De voornaamste toepassingen van 1,1-difluorethaan zijn: drijfgas in spuitbussen; component van koudemiddelen; blaasmiddel voor polystyreenschuimen.
Uitgaande van 1,1-difluorethaan kan 1,1-difluoretheen bereid worden; dit kan door eerst 1,1-difluorethaan te chloreren tot 1-chloor-1,1-difluorethaan en dat door pyrolyse te splitsen in 1,1-difluoretheen en HCl.
1,1-Difluorethaan kan ook omgezet worden in vinylfluoride door afsplitsing van HF of door reactie met acetyleen.